# Vitalius longisternalis
Vitalius longisternalis är en spindelart som beskrevs av Rogerio Bertani 200. Vitalius longisternalis ingår i släktet Vitalius och familjen fågelspindlar. Inga underarter finns listade i Catalogue of Life.